# Josef König (Politiker, 1889)
Josef König, auch Sepp König, (* 9. November 1889 in Braunsberg (Deutsches Reich, Ostpreußen (heute Braniewo, Polen)); † 29. November 1959) war ein deutscher Funktionär der Sozialistischen Einheitspartei Deutschlands (SED) in der frühen Deutschen Demokratischen Republik (DDR). Der Leiter der Abteilung Transport und Verkehr des Zentralkomitees (ZK) der SED wurde 1950 entmachtet, nachdem sein Pflegesohn wegen Spionage verurteilt worden war.

## Leben

### Funktionär der USPD
König, Sohn eines Eisenbahners, besuchte bis 1903 die Johannis-Volksschule in Danzig und erlernte nach deren Abschluss den Beruf des kaufmännischen Angestellten. 1908 zog er nach Berlin und war bis 1914 in diesem Beruf und als Geschäftsführer tätig. 1909 trat er in die Sozialdemokratische Partei Deutschlands (SPD) ein und war in deren Jugendbewegungen aktiv.
1914 wurde König zum Wehrdienst eingezogen und blieb nach Ausbruch des Ersten Weltkriegs Soldat. Nach dessen Ende und der Novemberrevolution in Deutschland war er Mitglied des Berliner Arbeiter- und Soldatenrates. Von 1919 bis 1922 war er Mitglied und Funktionär der Unabhängigen Sozialdemokratischen Partei Deutschlands (USPD) in Berlin-Schöneberg und kehrte nach der Spaltung der USPD in die SPD zurück.
Von 1919 bis 1924 war König Abteilungsleiter im Reichsministerium des Innern und Vorsitzender des dortigen Betriebsrats. 1924 wechselte er als Leiter der Rechtsabteilung zur Ortskrankenkasse in Berlin-Wilmersdorf.
Nach der Machtübernahme der Nationalsozialisten 1933 wurde König politisch verfolgt. Er verlor seine Anstellung und wurde bis zum Ende des Zweiten Weltkriegs 1945 mehrfach inhaftiert. Zwischenzeitlich betrieb er eine Wäscherei in Berlin und legte 1942 die Meisterprüfung ab.

### Funktionär in der frühen DDR
Nach dem Ende des Zweiten Weltkriegs erneuerte König seine Mitgliedschaft in der SPD und war zeitweise Unterbezirksbürgermeister in Berlin-Zehlendorf. Bis 1946 arbeitete er als Prokurist.
Nach der Zwangsvereinigung der SPD mit der Kommunistischen Partei Deutschlands (KPD) in der sowjetisch besetzten Zone Deutschlands wurde König 1946 Mitglied der SED und deren hauptamtlicher Funktionär. 1946 war er Vorsitzender des SED-Kreisverbands Berlin-Zehlendorf und wurde dann Leiter der Abteilung Organisation im Zentralsekretariat des SED-Parteivorstands. 1949 stieg er zum Leiter der Abteilung Transport und Verkehr im Zentralkomitee der SED auf.
Nachdem Königs Pflegesohn 1950 wegen Spionage verurteilt worden war, verlor auch er alle Funktionen. Bis 1959 war er als Abteilungsleiter in der Deutschen Handelszentrale (DHZ) Kohle in Potsdam tätig.